# Abd al-Qadir al-Maghribí
Abd al-Qadir al-Maghribí (àrab: عبد القادر المغربي)  (Latakia, 1867 - Damasc, 7 de juny de 1956) fou un periodista sirià co-fundador de l'acadèmia àrab de Damasc. Estava influït per les idees de la tariqa salafiyya. Fou un dels precursors del renaixement cultural a Síria. Va escriure unes memòries (Al-Mudakkarat).